# Lindín (Mondoñedo)
Lindín (llamada oficialmente Santiago de Lindín) es una parroquia española del municipio de Mondoñedo, en la provincia de Lugo, Galicia.

## Límites
Está delimitada al norte por Santiago de Mondoñedo, Vilamor; San Xurxo y Santo Tomé de Lourenzá y Maior; al sur con Maior, al este con Santo Tomé de Lourenzá y Maior y al oeste con Argomoso, Nosa Señora do Carme y Santiago de Mondoñedo.

## Organización territorial
La parroquia está formada por seis entidades de población, constando cinco de ellas en el nomenclátor del Instituto Nacional de Estadística español:

### Entidades de población
Entidades de población que forman parte de la parroquia:
- Barral de Cima
- Castro (O Castro)
- Caxigo (O Caxigo)
- Folgueirosa (A Folgueirosa)*
- Rúatravesa (A Rúa Travesa)

### Despoblado
Despoblado que forma parte de la parroquia:
- Veira do Río (A Beira do Río)

## Demografía
| Gráfica de evolución demográfica de Lindín entre 2000 y 2020 |
|                                                              |
| Datos según el nomenclátor publicado por el INE.             |

## Patrimonio
La capilla parroquial de Lindín alberga en su interior el que fue retablo mayor del convento de la Alcántara. Este retablo tiene los dos cuerpos de los que consta separados el uno del otro por razones de altura del edificio. De estilo barroco, de rica labra y buen dorado, fue tallado en 1736. Cuenta además esta capilla de Lindín con otro retablo barroco de idéntica procedencia.